# 質元素
在數學裡，尤其是在抽象代數裡，交換環的質元素（prime element）是指滿足類似整數裡的質數或不可約多項式之性質的一個數學物件。須注意的是，質元素與不可約元素之間並不相同，雖然在唯一分解整環裡是一樣的，但在一般情況下則不一定相同。

## 定義
交換環 R 的元素 p 被稱為質元素，若該元素不為 0 或可逆元素，且若 p 整除 ab（a 與 b 為 R 內的元素），則 p 整除 a 或 p 整除 b。等價地說，一元素 p 為質元素，若且唯若由 p 產生的主理想 (p) 為非零質理想。
對質元素的興趣來自於算術基本定理。該定理斷言，每個非零整數都可以以唯一一種方式寫成 1 或 -1 乘上一串正質數之乘積。這導致了對唯一分解整環的研究，推廣了僅在整數內被描述之概念。
一個元素是否為質元素，取決於該元素處於哪個環內；例如，2在 Z 裡是個質元素，但在高斯整數環 Z[i] 裡則不是，因為 2 = (1 + i)(1 - i) 且 2 無法整除等式右邊的任一因子。

## 與質理想間的關連
環 R 內的一個理想 I 為質理想，若商環 R/I 為一整環。
一非零主理想為質理想，若且唯若該主理想由一質元素所產生。

## 不可約元素
不可將質元素與不可約元素搞混。在一整環裡，每個質元素都是不可約元素，但反之不一定成立。不過，在唯一分解整環（或更一般地，在GCD環）裡，質元素與不可約元素會是相同的元素。
舉例來說，在二次整數環{\displaystyle \mathbf {Z} [{\sqrt {-5}}]}中，可以用範數證明 3 是不可約元素。不過，3 不是質元素，因為 
{\displaystyle 3\mid \left(2+{\sqrt {-5}}\right)\left(2-{\sqrt {-5}}\right)=9,}
但 {\displaystyle 3} 無法整除 {\displaystyle 2+{\sqrt {-5}}}，也無法整除 {\displaystyle 2-{\sqrt {-5}}}。

## 例子
下面為環裡的質元素之例子：
- 在整數環 Z 裡的整數 ±2, ±3, ±5, ±7, ±11, ...
- 在高斯整數環 Z[i] 裡的複數 (1+i)、19 與 (2+3i)
- 在 Z 上之多項式環 Z[x] 裡的多項式 x2 − 2 與 x2 + 1